# Hellfire (album)
Hellfire – czwarty z albumów black metalowej grupy 1349. Płyta została wydana w roku 2005 dnia 24 października. Do utworu "Sculptor of Flesh" nakręcony został teledysk. Ostatni album nagrany z gitarzystą Tjalve (André Kvebek).

## Lista utworów
Opracowano na podstawie materiału źródłowego.
| Nr | Tytuł utworu               | Słowa     | Muzyka                    | Długość |
| -- | -------------------------- | --------- | ------------------------- | ------- |
| 1. | „I Am Abomination”         | Destroyer | Tjalve                    | 4:10    |
| 2. | „Nathicana”                | Seidemann | Archaon                   | 4:39    |
| 3. | „Sculptor Of Flesh"”       | Seidemann | Archaon, Frost, Seidemann | 3:18    |
| 4. | „Celestial Deconstruction” | Archaon   | Archaon                   | 7:45    |
| 5. | „To Rottendom”             | Destroyer | Archaon, Frost            | 5:52    |
| 6. | „From The Deeps”           | Seidemann | Archaon                   | 6:25    |
| 7. | „Slaves To Slaughter”      | Destroyer | Tjalve                    | 6:11    |
| 8. | „Hellfire"”                | Frost     | Frost, Seidemann, Tjalve  | 13:49   |
|    |                            |           |                           | 52:09   |

## Twórcy
Opracowano na podstawie materiału źródłowego.
| - Idar "Archaon" Burheim - gitara rytmiczna, gitara prowadząca - André "Tjalve" Kvebek - gitara rytmiczna, gitara prowadząca - Kjetil-Vidar "Frost" Haraldstad - perkusja - Tor Risdal "Seidemann" Stavenes - gitara basowa - Olav "Ravn" Bergene - wokal prowadzący, produkcja muzyczna - Jonna Fyr Minion - instrumenty klawiszowe |  | - Kjartan Hesthagen - inżynieria dźwięku - Fredrik M. Hermansen - oprawa graficzna - Tom Kvåls-VOLD - mastering - SOHO (ESA & NASA) - zdjęcia - Rome Ramsies Vision Valley Entertainment Group LLC - zdjęcia - Joakim Moldestad - zdjęcia |